# معدن روغنی ۲
معدن روغنی ۲ یک اندیس فلزی است که در حوالی شهر ده سلم استان خراسان قرار دارد و مادهٔ معدنی موجود در آن، مس است.سنگ میزبان این اندیس بازالت است و دیرینگی آن به دوران ترشیری می‌رسد. در این اندیس، پاراژنز‌های کوارتز، گالن یافت می‌شوند.